# Élections à l'Assemblée nationale népalaise de 2020
Les élections à l'assemblée nationale népalaise de 2020 ont lieu le 23 janvier 2020 afin de renouveler au scrutin indirect un tiers des membres de l'assemblée nationale, la chambre haute du Népal.
Le scrutin voit la victoire du Parti communiste du Népal qui accroit sa majorité absolue à la chambre en remportant dix-sept des dix-neuf sièges mis en jeu.

## Contexte
À la suite du rétablissement de l'Assemblée nationale par la Constitution népalaise de 2015, et afin de permettre la mise en place des institutions, la totalité des 59 sièges qui la compose sont pourvus en une fois au cours des élections de février 2018.
La coalition de gauche du Parti communiste marxiste-léniniste unifié (centre-gauche, malgré son nom) et du Parti communiste maoïste unifié (extrême-gauche) obtient la majorité à la chambre haute avec 39 sièges. Le 17 mai 2018, les deux partis fusionnent pour former le Parti communiste du Népal, selon une promesse de campagne des législatives de 2017.

## Système électoral

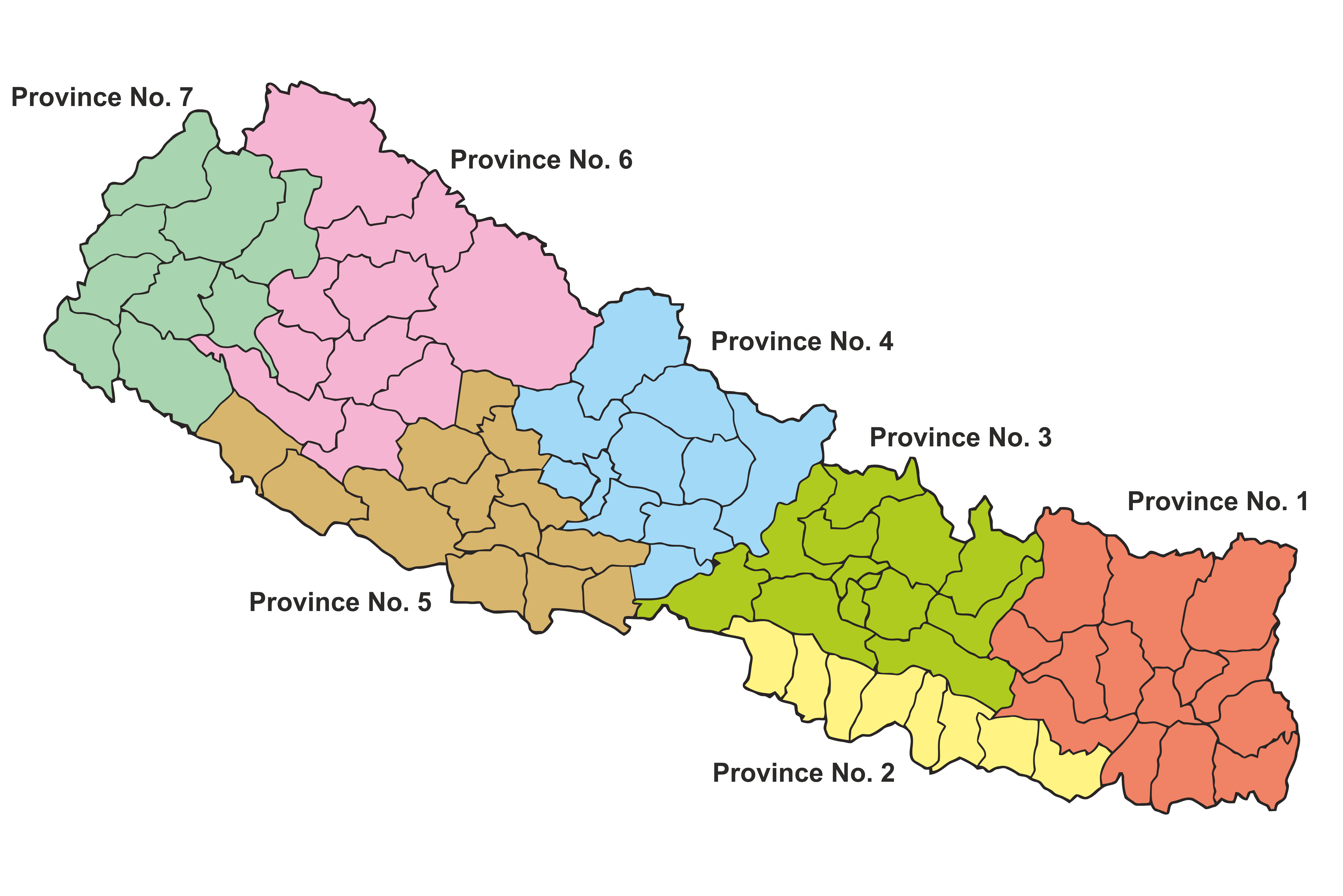
Les sept provinces du Népal.

L'Assemblée nationale du Népal (राष्ट्रिय सभा, Rastriya Sabha) est la chambre haute de son parlement bicaméral, dit Parlement fédéral. Elle est composée de 59 membres dont 56 élus au scrutin indirect et 3 nommés par le président pour des mandats de six ans. Le renouvellement de la chambre a lieu par tiers tous les deux ans. 
Trois membres dont au moins une femme sont nommés par le président du Népal sur recommandation du gouvernement. Les autres membres de l'assemblée sont élus de manière indirecte par les élus des provinces et des municipalités, à raison de 8 sièges pour chacune des sept provinces du Népal, dont trois réservés aux femmes, un aux intouchables, et un aux handicapés ou membres d'une minorité. Les sièges ordinaires et ceux réservés aux femmes sont pourvus selon un système à finalité proportionnelle, le vote à second tour instantané, tandis que les deux autres le sont au scrutin uninominal majoritaire à un tour. Le collège électoral est composé des membres des assemblées provinciales, ainsi que des maires, maires adjoints et autres membres de l’exécutif des communes de chaque province. Les voix des élus au niveau provincial ont un « poids » de quarante huit et celles des autres de dix huit. Des bulletins de couleurs différentes sont utilisés pour les différencier plus facilement : vert pour les élus des provinces et rouge pour ceux des municipalités.
En pratique, le renouvellement des 59 membres de l'assemblée ayant lieu par tiers, seuls 19 ou 20 d'entre eux sont renouvelés tous les deux ans. Dans chacune des sept provinces, un siège ordinaire et un siège réservé aux femmes sont remis en jeu, soit 14 sièges. La plupart des provinces ne renouvèlent que ces derniers, une ou plusieurs provinces renouvelant également un siège réservé aux intouchables ou un siège réservé aux handicapés ou membres d'une minorité. Une province peut plus rarement être amenée à renouveler les quatre types de sièges lors d'un même scrutin, ce qui amène ainsi les électeurs à remplir quatre bulletins séparés. 
Sur les bulletins concernant les sièges pourvus au vote à second tour instantané, les électeurs classent les candidats qu'ils souhaitent voir élus par ordre de préférence en écrivant le chiffre 1, 2 ou 3 à côté de leur nom. Les bulletins comportant plus de trois préférences sont considérés comme nuls. Lors du dépouillement, le candidat qui réunit la majorité absolue des voix dans sa circonscription est élu. A défaut, le candidat arrivé en dernier est éliminé, et les secondes préférences de ses électeurs sont répartis aux autres candidats. L'opération est répétée jusqu'à ce qu'un candidat obtienne de manière cumulée la majorité absolue.
Pour les bulletins concernant les autres sièges, pourvus au scrutin uninominal majoritaire à un tour, les électeurs votent en cochant le nom d'un seul candidat. Le candidat ayant réunit le plus de voix est élu.
Un total de 2 056 grands électeurs participent au scrutin, dont les 550 membres des sept assemblées provinciales ainsi que 1 506 élus municipaux. 
Note : Début 2020, les noms des provinces n'ont pas encore tous été définis.
| Électeurs   | Province   | Province   | Province | Province | Province   | Province | Province      |
| Électeurs   | Province 1 | Province 2 | Bagmati  | Gandaki  | Province 5 | Karnali  | Sudurpashchim |
| ----------- | ---------- | ---------- | -------- | -------- | ---------- | -------- | ------------- |
| Provinciaux | 93         | 107        | 110      | 60       | 87         | 40       | 53            |
| Municipaux  | 274        | 272        | 238      | 170      | 218        | 158      | 176           |
| Total       | 367        | 379        | 348      | 230      | 305        | 198      | 229           |

## Candidats
Les élections devant avoir lieu 35 jours avant la fin du mandat des membres sortants le 3 mars 2020, la commission électorale népalaise fixe le scrutin au 23 janvier, avec une période de déport de candidatures du 12 au 22 décembre 2019. Sur le total de 59 membres, 19 voient leurs mandat remis en jeu, parmi lesquels 9 membres du Parti communiste du Népal — dont un nommé —, 7 du Congrès népalais, 2 du Parti populaire national, et 1 du Parti socialiste du Népal,.

### Conditions de candidature
Pour être candidat, les conditions suivantes doivent être réunies :
- Être citoyen du Népal
- Avoir au moins 35 ans
- Être inscrit sur les listes électorales
- Ne pas avoir de casier judiciaire
- Ne pas être sujet à une inéligibilité issue d'une loi fédérale
- Ne pas occuper de poste dont la rémunération est assurée par le gouvernement népalais
- S'enregistrer en tant que candidat auprès de la Commission électorale népalaise (CEN)

Les candidats peuvent se présenter en tant qu'indépendant ou bien sous l'étiquette d'un parti, sous réserve que celui-ci se soit lui-même fait enregistrer avant la date limite un mois environ avant le scrutin. Onze partis participent au scrutin, chacun se voyant attribué un sigle électoral avant l’enregistrement de ses candidats à partir du 5 janvier.

## Accords
Bénéficiant d'une hégémonie dans six des sept provinces, le parti communiste (PCN) est assuré d'accroitre sa majorité en bénéficiant du scrutin majoritaire utilisé dans la plupart des sièges mis en jeu. Dans la province restante, la deuxième, le parti communiste conclu un accord avec le Parti populaire national (RJPN) visant à soutenir leurs candidats mutuel de telle sorte que le PCN obtienne le siège réservé à une femme et celui à un intouchable, et le RJPN celui « ordinaire » et celui réservé à un handicapé. 
La conclusion de cet accord avec le Parti populaire national, alors dans l'opposition, plutôt qu'avec le Parti socialiste du Népal, qui soutient pourtant le gouvernement au niveau national est perçu comme une manière pour les communistes de montrer à leur allié qu'ils ne dépendent pas d'eux pour obtenir une majorité qualifié des deux tiers à la Chambre des représentants.

## Résultats
Le parti communiste remporte la quasi-totalité des sièges à pourvoir avec 16 députés élus sur 18 au detriment du Congrès nepalais, en fort recul, et du parti socialiste. Les deux sièges restants reviennent à son allié le Parti populaire national, qui maintient sa représentativité existante
|        |                           |             |        |        |             |               |  |  |  |
| Partis | Partis                    | Sièges      | Sièges | Sièges | Sièges      | Sièges        |  |  |  |
| Partis | Partis                    | Total avant | En jeu | Élus   | Total après | +/-           |  |  |  |
|        | Parti communiste du Népal | 39          | 8      | 16     | 47          | 8             |  |  |  |
|        | Congrès népalais          | 13          | 7      | 0      | 6           | 7             |  |  |  |
|        | Parti populaire national  | 2           | 2      | 2      | 2           | en stagnation |  |  |  |
|        | Parti socialiste du Népal | 2           | 1      | 0      | 1           | 1             |  |  |  |
|        | Membres nommés            | 3           | 1      | 1      | 3           | en stagnation |  |  |  |
|        |                           |             |        |        |             |               |  |  |  |
| Total  | Total                     | 59          | 19     | 19     | 59          | en stagnation |  |  |  |

## Suites
Les nouveaux membres de l'assemblée prêtent serment le 4 mars 2020  avant d'intégrer les séances le jour même. Le renouvellement du membre nommé par la présidence intervient plusieurs mois après les élections, et celui ci prête serment le 17 septembre 2020.